# Litz-Gletscher
Der Litz-Gletscher ist ein Gletscher im nordzentralen Teil der Thurston-Insel vor der Eights-Küste des westantarktischen Ellsworthlands. Er fließt aus der Umgebung des Smith Peak und des Litz Bluff in nordöstlicher Richtung zum westlichen Abschnitt des Peale Inlet, das er nördlich der Guy Peaks erreicht.
Das Advisory Committee on Antarctic Names benannte ihn im Jahr 2003 nach A. K. Litz, Erster Wachoffizier und Fotograf bei der Erstellung von Luftaufnahmen von der Thurston-Insel und der benachbarten Festlandküste im Rahmen der von der United States Navy durchgeführten Operation Highjump (1946–1947).